# John Wheeler
John Archibald Wheeler (Jacksonville (Florida), 9 juli 1911 – Hightstown (New Jersey), 13 april 2008) was een Amerikaans theoretisch natuurkundige. Hij werd vooral bekend door zijn bijdrage aan de ontwikkeling van de eerste atoombom, maar ook omdat hij de namen bedacht waaronder twee opvallende astronomische fenomenen bekend zouden worden: het wormgat (1957) en het zwarte gat (1967).

## Levensloop
Wheeler, zoon van dr. Joseph Lewis en Maria Archibald Wheeler, studeerde natuurkunde aan de Johns Hopkins-universiteit. Reeds op 21-jarige leeftijd promoveerde hij, op een onderwerp over helium. In de jaren dertig studeerde hij een jaar in Denemarken bij de bekende Deense natuurkundige Niels Bohr. Van 1938 tot 1976 was hij hoogleraar natuurkunde aan de Princeton-universiteit.
Tijdens de Tweede Wereldoorlog was hij verbonden aan het Manhattanproject, waar de eerste atoombom werd ontworpen. In de jaren vijftig stond hij de natuurkundige Edward Teller terzijde bij de ontwikkeling van de nog krachtiger waterstofbom. Vanaf het einde van de jaren zestig bracht hij het astronomische fenomeen van het 'zwarte gat' onder de aandacht van het wetenschappelijke en grote publiek.
Om een aanstaande pensionering te voorkomen, verruilde hij in 1976 de Princeton-universiteit voor die van de Universiteit van Texas in Austin. Daar werd hij directeur van het centrum voor theoretische natuurkunde. In 1986 ging hij uiteindelijk toch met emeritaat. Tegen het einde van zijn leven kwam hij als emeritus professor terug bij de Princeton-universiteit.
Nadat hij in oktober 2007 na een ruim zeventigjarig huwelijk zijn echtgenote had verloren, overleed John Wheeler zelf in april 2008 op 96-jarige leeftijd aan de gevolgen van een longontsteking.

## Werk

### Manhattanproject
De hierboven reeds vermelde natuurkundige Bohr bracht in 1939 een bezoek aan de Verenigde Staten. Aanvankelijk was hij naar Princeton gekomen om met Albert Einstein te debatteren over de grondslagen van de kwantummechanica. Daar kwam weinig van terecht omdat Bohrs aandacht ergens anders lag. Kort voor zijn vertrek uit Kopenhagen was hij door Otto Frisch geïnformeerd dat de Duitse wetenschappers Otto Hahn en Fritz Strassmann erin geslaagd waren om uraniumatomen te splitsen. Bohr vroeg aan Wheeler om het mechanisme hierachter op te helderen.
Bohr en Wheeler ontdekten dat een atoomkern kan splijten als deze een kinetische energiebarrière overschrijdt. Volgens het vloeistofdruppelmodel van atoomkernen (oorspronkelijk geïntroduceerd door George Gamow) ondergaat de kern bij energie-excertatie, voorafgaand aan de splijting, een reeks van vervormingen, van bolvorm, via komkommer tot een soort pindavorm. Hoe gemakkelijk een kern splijt hangt af van de verhouding van de lading (Z) en het aantal nucleonen (A) van de kern en wel in de verhouding Z²/A. Hun artikel over kernsplijting werd gepubliceerd op 1 september 1939, de dag dat Duitsland Polen binnenviel.
Korte tijd daarna vond er een ontmoeting plaats waaraan behalve Wheeler en Bohr ook Teller en Einstein deelnamen. In deze vergadering stelden deze vier toonaangevende natuurkundigen vast dat een atoombom te maken zou zijn maar dat dit niet zonder de hulp van de Amerikaanse overheid zou kunnen worden gerealiseerd. Dit werd de aanzet tot het Manhattanproject, het Amerikaanse overheidsproject dat de ontwikkeling van de eerste atoombom behelsde.
In tegenstelling tot diverse collega's kreeg Wheeler na de oorlog geen spijt van zijn deelname aan dit atoombomproject dat had geleid tot het afwerpen van twee atoombommen op Japan. Hij was zelfs van mening dat de atoombom eerder gereed had moeten zijn zodat de oorlog in Europa eerder had kunnen worden beëindigd. Wheeler verloor in 1944 zijn broer Joe door oorlogshandelingen in Italië.
Na de oorlog spande hij zich actief in, samen met Edward Teller, voor de ontwikkeling van een nog krachtiger atoomwapen – de waterstofbom. Het bracht hem in een diep moreel conflict met Bohr, Oppenheimer en veel andere fysici.

### Geonmetrodynamica
Gedurende de jaren vijftig raakte Wheeler geïnteresseerd in de grote effecten van het heelal. Hij vroeg zich af of het heelal alleen uit velden was opgebouwd in plaats van deeltjes. Daarvoor zocht hij de grenzen op van de kwantumtheorie. Dat resulteerde in 1955 in zijn idee van 'geons' – gravitatie-elektromagnetische eenheden. Een geon is een enorme hoeveelheid energie die zichzelf bij elkaar houdt, massa zonder massa. Echter, Wheelers theorie van geons faalde om een aantal belangrijke natuurkundige fenomenen te verklaren, zoals het bestaan van fermionen (elektron, muon, etc.) of die van gravitionele singularities. Begin jaren zeventig gaf Wheeler enigszins teleurgesteld zijn theorie op.
Gelijktijdig met de theorie van geons introduceerde Wheeler het concept van een toestand die hij 'wormgat' noemde om een hypothetische, korte verbinding (tunnel) aan te duiden tussen twee gebieden in de ruimtetijd.

### Zwart gat

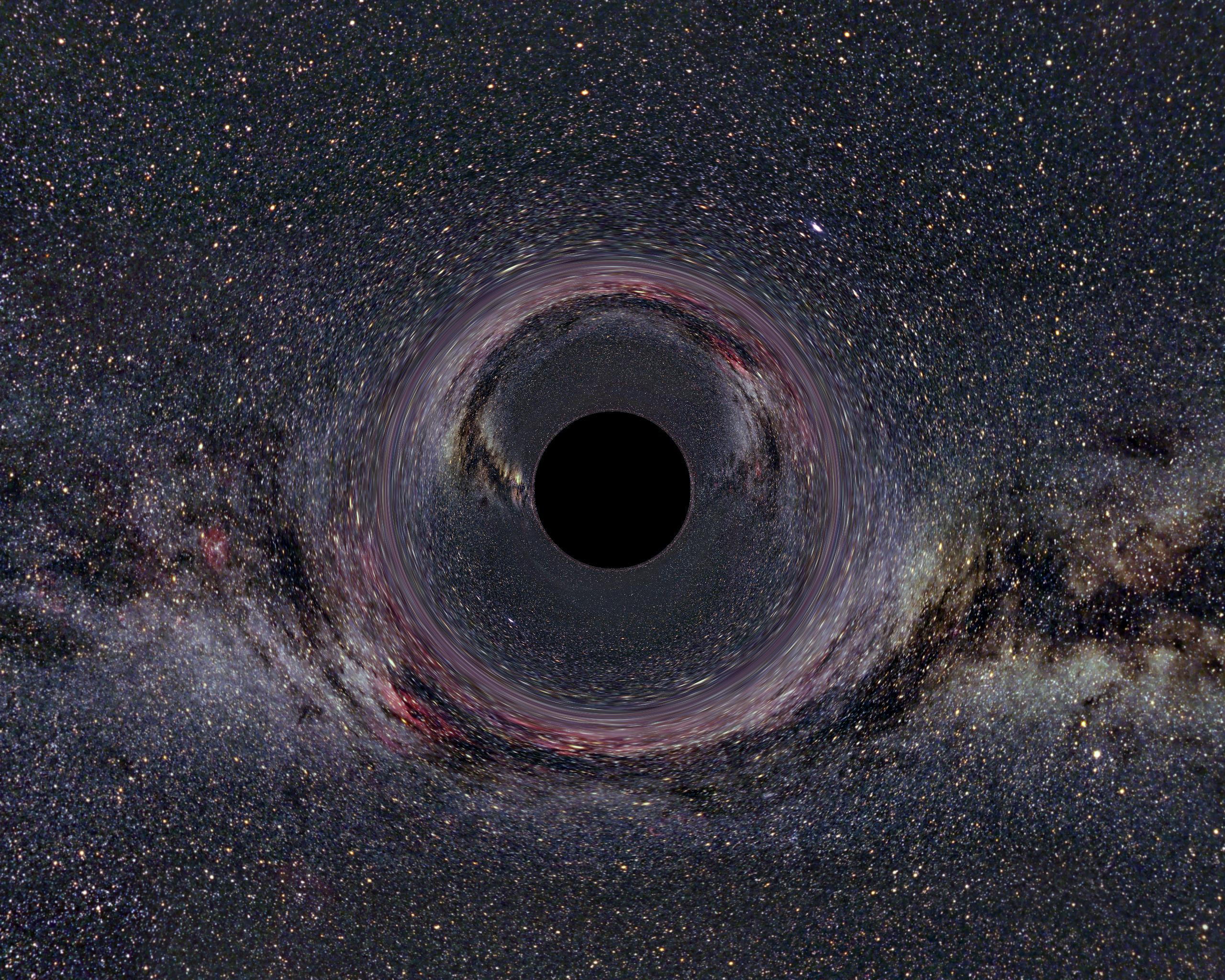
Computeranimatie van een zwart gat voor de Melkweg

Nadat eind jaren zestig op een bijeenkomst de aanduiding 'zwart gat' was gevallen – voor objecten die tot dan toe 'bevroren sterren' waren genoemd – zorgde Wheeler ervoor dat deze term algemeen bekend werd. Bevroren sterren waren in de jaren dertig voorspeld volgens de relativiteitstheorieën van Einstein en Karl Schwarzschild. Een 'zwart gat' slaat op een ster die in elkaar is gestort en die vanwege een gigantische zwaartekracht alle zich in de buurt bevindende materie en energie opslokt. Wheeler vond dat het 'zwarte gat' de natuurkunde op zijn kop zette doordat het de betrekkelijkheid van de werking van de natuurkundige wetten zou aangeven.

### Informatie
In de jaren 90 poneerde Wheeler de theorie dat informatie fundamenteler is dan materie en energie. Tegenwoordig is ook de kosmoloog Max Tegmark een voorstander van dit standpunt. Hij meent dat in de kern van alle deeltjes alleen velden zijn die niet tastbaar zijn en die beschreven worden door wiskunde: het mathematische universum.

## Prijzen
Wheeler ontving de volgende wetenschapsprijzen:
- Enrico Fermi-prijs (1968)
- Oersted-medaille (1983)
- Albert Einsteinmedaille (1988)
- Matteucci Medal (1993)
- Wolfprijs voor natuurkunde (1997)

## Boeken
- Geons, Black Holes & Quantum Foam, ISBN 0-393-31991-1. pp 268-270
- A Journey into Gravity and Spacetime
  - Ned. vertaling: "Zwaartekracht, het verband tussen massa, ruimte en tijd" (1991), ISBN 90-73035-09-0